# Linda Arvidson
Linda Arvidson (12 de julio de 1884-26 de julio de 1949) fue una actriz cinematográfica estadounidense de la época del cine mudo.

## Resumen biográfico
Nacida en San Francisco (California), Arvidson fue sobre todo conocida por ser la primera esposa del director cinematográfico D.W. Griffith.
La actriz interpretó papeles protagonistas en muchos de los primeros filmes de su marido. Sin embargo, la pareja se separó hacia 1912, divorciándose finalmente en 1936, pues Griffith deseaba volver a casarse.
En 1925 la actriz escribió su autobiografía, When the Movies Were Young (1925, 1968). Linda Arvidson falleció en 1949 en Nueva York. 

## Filmografía seleccionada
- The Adventures of Dollie (1908)
- Balked at the Altar (1908)
- After Many Years (1908)
- The Taming of the Shrew (1908)
- Those Awful Hats (1909)
- The Golden Louis (1909)
- At the Altar (1909)
- A Drunkard's Reformation (1909)
- Resurrection (1909)
- The Hessian Renegades (1909)
- The Death Disc: A Story of the Cromwellian Period (1909)
- To Save Her Soul (1909)
- The Day After (1909)
- The Rocky Road (1910)
- The Two Brothers (1910)
- The Unchanging Sea (1910)
- His Trust (1911)
- His Trust Fulfilled (1911)
- His Daughter (1911)
- How She Triumphed (1911 - guionista)
- Enoch Arden (1911)
- The Miser's Heart (1911)